# Красимир Костадинов
Красимир Георгиев Костадинов е български състезател по канадска борба.

## Биография
Красимир Костадинов е роден на 4 април 1988 г. в Тутракан. Получава средното си образование в СУ „Йордан Йовков“, Тутракан, в природо-математическа паралелка с интензивно изучаване на английски език.
Започва своята състезателна кариера през 2005 г., когато за първи път се явява на Държавното първенство по канадска борба. Печели 4-то място при юношите. През 2008 г. печели първата си световна титла при мъжете, а през 2009 г. първата си европейска титла. През 2011 г. завършва педагогика в НСА „Васил Левски“ със специалност „Учител по Физическо възпитание и спорт“.
През 2017 г. Костадинов се класира на първо място в турнира „Белоградчик Оупън 2017“ в категория до 110 кг с лява и с дясна ръка.
През 2018 г. Красимир Костадинов успява да стане световен шампион на лява ръка в турнира Zloty Tur Armwrestling World Cup 2018, който се провежда в Полша. Това му постижение му позволява да играе квалификационен мач с полския състезател Алекс Курдеча за място в турнира TOP 8, който впоследствие Красимир успява да спечели.
През 2022 г. се провежда 43-тото Световно първенство по канадска борба, където Костадинов става шампион в категория до 100 кг на дясна ръка.

## Професионални постижения
- 5-кратен Световен шампион в турнира Zloty Tur (2013, 2014, 2015, 2018, 2019)
- 9-кратен Световен шампион към WAF (2008, 2009, 2010, 2013, 2014, 2015, 2022, 2023, 2024)
- 9-кратен Европейски шампион към WAF (2009, 2010, 2011, 2012, 2013, 2014, 2015, 2022, 2023, 2024)
- 15-кратен Шампион на България (2007, 2008, 2009, 2010, 2011, 2012, 2013, 2014, 2015, 2016, 2017, 2018, 2022, 2023, 2024)